# Kreisvolkshochschule Landkreis Harburg
Die Kreisvolkshochschule Landkreis Harburg (KVHS Landkreis Harburg) ist eine Volkshochschule im Landkreis Harburg in Niedersachsen sowie eine Einrichtung der Erwachsenen- und Weiterbildung.

## Leitbild
Die Kreisvolkshochschule Landkreis Harburg versteht sich selbst als das kommunale Dienstleistungszentrum für Bildung, Begegnung, Kommunikation und Kultur im Landkreis Harburg.

## Leitung
Die Leitung der Kreisvolkshochschule Landkreis Harburg obliegt Stefan Baumann.

## Team
Die Kreisvolkshochschule beschäftigt ca. 600 freiberufliche Kursleiter.

## Fachbereiche
Die Kreisvolkshochschule Landkreis Harburg gliedert sich in die sieben Fachbereiche Integration in Gesellschaft und Beruf, Pädagogik und Soziales, Qualifizierung und Beruf, EDV und Medien, Gesundheit und Umwelt, Sprachen und Länder sowie Kunst und Kultur.

## Standorte
Die Geschäftsstelle der Kreisvolkshochschule befindet sich in Seevetal-Maschen. Des Weiteren gibt es Zweigstellen in Winsen und Buchholz. Außerdem besitzt die Kreisvolkshochschule sechs Außenstellen in Salzhausen, Rosengarten-Nenndorf, Neu Wulmstorf, Hanstedt-Egestorf, Fleestedt und Tostedt.

## Beirat
Dem Beirat der Kreisvolkshochschule Landkreis Harburg gehören folgende neun Mitglieder an:
- Jörn Lütjohann (CDU/WG), Vorsitzender des Beirates
- Brigitte Somfleth (SPD), stellvertretende Vorsitzende des Beirates
- Nicole Bracht-Bendt (FDP/FWG)
- Peter Caselitz (Dozentenvertretung)
- Melanie Hardt (AfD, beratendes Mitglied)
- Sybille Kahnenbley (CDU/WG)
- Michaela Klomp (Vertreterin der Außenstellenleiter)
- Elisabeth Meinhold-Engbers (Grüne/Linke)
- Rainer Rempe (Landrat)

## Kooperationen
Die Kreisvolkshochschule kooperiert im Rahmen einer Bildungspartnerschaft mit der Koordinierungsstelle Frau und Wirtschaft. Des Weiteren bietet sie kostenfreie Weiterbildungsangebote für Ehrenamtliche im Landkreis Harburg an. Zusätzlich besteht ein Rabatt-Service für Girokontoinhaber der Sparkasse Harburg-Buxtehude. Außerdem kooperiert die Kreisvolkshochschule mit der Zeitschrift Apotheken Umschau im Rahmen der Initiative Ich beweg mich. Schließlich existiert eine weitere Kooperation mit dem EWE KundenCenter.